# Liste der Baudenkmale in Sehlen
In der Liste der Baudenkmale in Sehlen sind alle Baudenkmale der Gemeinde Sehlen (Landkreis Vorpommern-Rügen) und ihrer Ortsteile aufgelistet. Grundlage ist die Veröffentlichung der Denkmalliste des Landkreises Vorpommern-Rügen, Auszug aus der Kreisdenkmalliste vom August 2015.

## Sehlen
| ID  | Lage                  | Bezeichnung | Beschreibung | Bild |
| --- | --------------------- | ----------- | ------------ | ---- |
| 693 | Dorfstraße 25 (Karte) | Wohnhaus    |              |      |
| 695 | Grüner Weg 1 (Karte)  | Ziehbrunnen |              |      |
| 695 | Grüner Weg 1 (Karte)  | Stall       |              |      |
| 695 | Grüner Weg 1 (Karte)  | Katen       |              |      |
| 696 | Grüner Weg 12 (Karte) | Katen       |              |      |

## Klein Kubbelkow
| ID  | Lage                 | Bezeichnung      | Beschreibung | Bild |
| --- | -------------------- | ---------------- | --- | ---- |
| 367 | Dorfstraße 8 (Karte) | (Neues) Gutshaus | 2-gesch. Fachwerkbau mit 3-gesch. Giebel im Cottage-Stil von 1908, Gutspark von um 1700 um 1860 erweitert, Gutsbesitz der Familie von Barnekow seit dem 14. Jh., nach 1945 Wohnhaus, ab den 1980er Jahren Landhaus Kubbelkow, eine Gaststätte mit Pension, Sanierung 2003 |      |
| 367 | Dorfstraße 8 (Karte) | Park (Gutshaus)  | |      |

## Mölln-Medow
| ID  | Lage                  | Bezeichnung                                        | Beschreibung | Bild |
| --- | --------------------- | -------------------------------------------------- | ------------ | ---- |
| 442 | Dorfstraße 5 (Karte)  | Altes Schulhaus                                    |              |      |
| 697 | (Karte)               | Kirche mit Friedhof, Torportal und Umfassungsmauer |              |      |
| 692 | Dorfstraße 73 (Karte) | Ehem. Pfarrhaus                                    |              |      |

## Teschenhagen
| ID  | Lage                   | Bezeichnung              | Beschreibung | Bild |
| --- | ---------------------- | ------------------------ | ------------ | ---- |
| 751 | Teschenhagen 9 (Karte) | Bahnhof, Stationsgebäude |              |      |

## Quelle
- Denkmalliste des Landkreises Vorpommern-Rügen

- Karte mit allen Koordinaten:
- OSM |
- WikiMap